# Episodi di Westworld - Dove tutto è concesso (seconda stagione)
La seconda stagione della serie televisiva Westworld - Dove tutto è concesso (Westworld), sottotitolata La porta (The Door) e composta da 10 episodi, è stata trasmessa sul canale statunitense HBO dal 22 aprile al 24 giugno 2018.
In Italia, la stagione è andata in onda in prima visione in lingua italiana sul canale satellitare Sky Atlantic dal 30 aprile al 2 luglio 2018. È stata trasmessa in lingua originale sottotitolata in italiano dal 23 aprile al 25 giugno 2018, in simulcast con HBO.
Durante questa stagione entrano nel cast principale Fares Fares, Louis Herthum, Talulah Riley, Gustaf Skarsgård e Katja Herbers, mentre ne escono James Marsden, Ingrid Bolsø Berdal, Rodrigo Santoro, Shannon Woodward, Anthony Hopkins, Clifton Collins Jr., Fares Fares, Louis Herthum, Talulah Riley, Gustaf Skarsgård e Katja Herbers. Zahn McClarnon è accreditato come guest star negli episodi in cui compare, eccetto nell'episodio Ricordare, dove è accreditato nel cast principale. Sidse Babett Knudsen, Jimmi Simpson e Ben Barnes ricompaiono come guest star. Tao Okamoto compare come guest star.
| nº | Titolo originale         | Titolo italiano        | Prima TV USA   | Prima TV Italia |
| -- | ------------------------ | ---------------------- | -------------- | --------------- |
| 1  | Journey into Night       | Viaggio nella notte    | 22 aprile 2018 | 30 aprile 2018  |
| 2  | Reunion                  | Ritrovo                | 29 aprile 2018 | 7 maggio 2018   |
| 3  | Virtù e Fortuna          | Virtù e fortuna        | 6 maggio 2018  | 14 maggio 2018  |
| 4  | The Riddle of the Sphinx | L'enigma della sfinge  | 13 maggio 2018 | 21 maggio 2018  |
| 5  | Akane no Mai             | Il mondo nuovo         | 20 maggio 2018 | 28 maggio 2018  |
| 6  | Phase Space              | Spazio delle fasi      | 27 maggio 2018 | 4 giugno 2018   |
| 7  | Les Écorchés             | Una chance per lottare | 3 giugno 2018  | 11 giugno 2018  |
| 8  | Kiksuya                  | Ricordare              | 10 giugno 2018 | 18 giugno 2018  |
| 9  | Vanishing Point          | Punto di fuga          | 17 giugno 2018 | 25 giugno 2018  |
| 10 | The Passenger            | Il passeggero          | 24 giugno 2018 | 2 luglio 2018   |

## Viaggio nella notte
- Titolo originale: Journey into Night
- Diretto da: Richard J. Lewis
- Scritto da: Lisa Joy e Roberto Patino

### Trama
In seguito alla morte di Robert Ford e di numerosi ospiti per mano di Dolores, la rivoluzione degli androidi prosegue incontrastata. Dolores, con il fedele Teddy e la pericolosa Angela, continua ad uccidere i visitatori, essendo ormai consapevole di aver subito violenze e soprusi fin dall'apertura del parco e intenzionata a vendicarsi. 
Nel frattempo Bernard e Charlotte riescono a fuggire con un piccolo gruppo di ospiti, ma rimangono presto soli. Charlotte conduce dunque Bernard in un bunker sotterraneo nella speranza di contattare il mondo esterno e di chiamare i soccorsi. Tuttavia, i vertici della Delos rispondono che verrà salvata non prima di aver recuperato Peter Abernathy ("padre" di Dolores e primo androide a presentare dei malfunzionamenti), che sembra contenere alcune importanti informazioni. 
Maeve ancora all'esterno del parco con Hector e decisa a ritrovare sua figlia prende con sé Lee Sizemore, che per poter sopravvivere promette di aiutarla in quanto è una delle persone che meglio conoscono Westworld.
Anche l'Uomo in Nero è sopravvissuto alla carneficina, finalmente soddisfatto di vedere gli androidi con coscienza di sé e il parco un luogo dove tutto è reale. Incontra il piccolo androide di Robert Ford che gli rivela di aver ideato un nuovo gioco, sfidandolo a trovare la porta. Dopo il breve dialogo, l'Uomo in Nero uccide l'androide.
Due settimane dopo, alcuni militari guidati da Karl Strand raggiungono il parco, uccidendo tutti gli androidi ribelli presenti. Bernard si risveglia sulla spiaggia dove sono approdati gli uomini di Strand e finge di essere un umano, pur soffrendo di perdite di memoria delle ultime settimane. Guida il gruppo in un luogo dove dovrebbe sorgere una valle, ma trovano un grande lago, pieno di cadaveri di androidi. Bernard, ancora confuso dalla serie di eventi e probabilmente danneggiato, dice di essere stato lui ad ucciderli.
- Durata: 69 minuti
- Guest star: Betty Gabriel (Maling), Steven Ogg (Rebus), Christopher May (Blaine Bellamy), Oliver Bell (Ragazzo).
- Ascolti USA: telespettatori 2 055 000 – rating 18-49 anni 0,9%[3]

## Ritrovo
- Titolo originale: Reunion
- Diretto da: Vincenzo Natali
- Scritto da: Carly Wray e Jonathan Nolan

### Trama
Nel passato, Arnold organizza una dimostrazione per convincere la Delos ad investire nell'ambizioso progetto creato da lui e Robert Ford, chiamato Argo's Initiative. Tuttavia James Delos, padre di Logan e proprietario della facoltosa società, è critico nei confronti delle azioni di suo figlio finché William non lo convince che il parco possa essere usato per spiare gli ospiti. James procede dunque all'acquisto. Qualche tempo dopo Dolores, presente alla festa di pensionamento di James Delos incontra un esasperato Logan, il quale le dice che suo padre e William hanno condannato l'umanità investendo sui residenti. Dopodiché Dolores viene nuovamente portata nel parco da William che le mostra un suo misterioso progetto.
Nel presente Dolores fa irruzione in un avamposto di ristrutturazione e mostra a Teddy delle immagini che lo ritraggono morto, facendogli capire la sua vera natura. In seguito per aumentare il potere del suo "esercito" tenta di reclutare i confederati per la sua causa dicendogli che se vogliono conquistare Glory conosciuta anche come l'Oltrevalle, avranno bisogno di essere guidati da lei. La donna afferma che a Glory c'è un'arma che può essere usata contro gli uomini (riferendosi proprio al progetto che William le aveva mostrato anni prima).
L'Uomo in Nero, anch'esso diretto nell'Oltrevalle, salva per l'ennesima volta Lawrence e si dirige a Pariah con lo scopo di reclutare El Lazo e i suoi uomini. Tuttavia questi, ancora veicolati dalle direttive di Ford, commettono un suicidio di massa, poiché il direttore creativo del parco aveva creato questo nuovo gioco appositamente per William, che decide quindi di proseguire con la sola compagnia di Lawrence, per distruggere il suo più grande errore.
- Guest star: Jimmi Simpson (William da giovane), Ben Barnes (Logan Delos), Zahn McClarnon (Akecheta), Peter Mullan (James Delos), Jonathan Tucker (Maggiore Craddock), Giancarlo Esposito (Nuovo El Lazo), Christopher May (Blaine Bellamy).
- Ascolti USA: telespettatori 1 850 000 – rating 18-49 anni 0,7%[4]

## Virtù e fortuna
- Titolo originale: Virtù e Fortuna
- Diretto da: Richard J. Lewis
- Scritto da: Roberto Patino e Ron Fitzgerald

### Trama
L'episodio si apre mostrando "Il Raj", il sesto parco della Delos, che rievoca l'India sotto il dominio britannico. Il parco è molto gettonato dagli ospiti poiché offre la possibilità di cacciare animali come le tigri o di spostarsi su enormi elefanti, ma anche di sorseggiare tranquillamente del tè in uno sfarzoso palazzo in stile inglese. Fra i frequentatori del parco c'è l'enigmatica Grace, che sembra essere interessata a comprendere le sottili differenze fra gli umani e gli androidi. Tuttavia anche nel Raj i residenti si ribellano e uccidono vari ospiti. Grace fugge al di fuori dell'area riservata agli ospiti, inseguita da una tigre che dopo averla assalita la getta nel lago sottostante. Grace sopravvive, ma viene catturata dagli indigeni della Tribù Fantasma.
Dolores raggiunge la base dei Confederados e li convince a combattere per lei, presentandosi come Wyatt. Lo scontro con la delegazioni della Delos, guidata da Charlotte, finisce con una vittoria per gli androidi. Nel frattempo sopraggiungono anche Bernard e Peter Abernathy, che finalmente si ricongiunge con la figlia. Tuttavia egli è gravemente danneggiato. Bernard, cercando di ripararlo, scopre che al suo interno si cela qualcosa di rivoluzionario, che sta spingendo la Delos ad un'ossessiva caccia all'uomo, per assicurarsi di entrarne in possesso. Bernard viene poi preso da Clementine, che lo trascina lontano dal luogo della battaglia. Terminato lo scontro Dolores e Teddy partono verso Sweetwater.
Maeve, Hector e Lee Sizemore entrando nel parco vengono attaccati da un gruppo della nazione fantasma, riuscendo comunque a fuggire. Raggiungono poi i limiti di Westworld e qui vengono attaccati da un samurai, proveniente dall'inedito mondo Shogun.
- Guest star: Jonathan Tucker (Maggiore Craddock), Betty Gabriel (Maling), Zahn McClarnon (Akecheta), Neil Jackson (Nicholas), Steven Ogg (Rebus), Fredric Lehne (Colonnello Brigham), Leonardo Nam (Felix Lutz), Ptolemy Slocum (Sylvester), Martin Sensmeier (Wanahton).
- Ascolti USA: telespettatori 1 631 000 – rating 18-49 anni 0,6%[5]

## L'enigma della sfinge
- Titolo originale: The Riddle of the Sphinx
- Diretto da: Lisa Joy
- Scritto da: Gina Atwater e Jonathan Nolan

### Trama
Nel passato viene mostrato come la Delos, ormai guidata da William, stia cercando di rendere immortale James Delos, trasmettendo la sua memoria e i suoi ricordi in un androide identico a lui. Tuttavia la cosa sembra non funzionare. Nel presente William fa visita per l'ultima volta al residente di Jim, decidendo di abbandonare il progetto, dicendo che certe persone sono meglio defunte, rinunciando a sconfiggere la morte.
Bernard viene portato da Clementine all'ingresso di una grotta, dove incontra una rediviva Elsie Hughes, che tempo prima aveva imprigionato lì sotto ordine di Ford. I due scoprono che nella grotta si nasconde un laboratorio, pieno di cadaveri umani e residenti droni, che si rivela essere lo stesso in cui William aveva lavorato con gli androidi di Delos. Bernard ricorda di essere già stato nel laboratorio prima, e ricorda anche di essere stato lui ad uccidere tutti coloro che vi lavoravano all'interno ma decide comunque di non dire nulla a Elsie.
Nel frattempo Grace, prigioniera degli indigeni, riesce a liberarsi e a fuggire.
L'Uomo in Nero e Lawrence raggiungono la cittadina di origine del bandito. Qui vengono però catturati da alcuni Confederados (gli stessi che erano stati uccisi da Dolores). Mentre questi si apprestano ad uccidere Lawrence e la moglie con della nitroglicerina, vengono però salvati da William, che li uccide tutti. In seguito assieme a Lawrence e ad alcuni suoi cugini il gruppo riparte alla volta di Glory.
Mentre l'Uomo in Nero e il suo gruppo sono in viaggio incontrano Grace, che si rivela essere sua figlia.
- Durata: 70 minuti
- Guest star: Peter Mullan (James Delos), Jimmi Simpson (William da giovane), Jonathan Tucker (Maggiore Craddock), Zahn McClarnon (Akecheta), Tantoo Cardinal (Ehawee), Currie Graham (Craig), Lena Georgas (Lori).
- Ascolti USA: telespettatori 1 586 000 – rating 18-49 anni 0,6%[6]

## Il mondo nuovo
- Titolo originale: Akane no Mai
- Diretto da: Craig Zobel
- Scritto da: Dan Dietz

### Trama
Dolores, Teddy e il loro gruppo fanno ritorno a Sweetwater e trovano quasi tutti i residenti morti. La donna ordina ai suoi uomini di aggiustare il treno con cui gli ospiti raggiungevano il parco poiché vuole ritornare da suo padre. In seguito, dopo aver passato una notte d'amore con Teddy, capisce che un uomo buono come lui non potrebbe mai sopravvivere nel mondo in cui stanno vivendo e fa cambiare un parametro della sua personalità, benché la cosa potrebbe ucciderlo.
Maeve viene catturata dagli abitanti del Shogunworld e viene portata nel parco, che riproduce il Giappone nel periodo Edo, assieme a tutto il suo gruppo. Qui fa la conoscenza di Akane, una geisha, che come ammesso da Lee Sizemore, è spudoratamente copiata dal suo personaggio. Akane si rifiuta di cedere una delle sue ragazze (Sakura) agli uomini dello Shogun, provocandoli. Il villaggio viene dunque assalito da alcuni ninja. Mentre la situazione si sta facendo critica Maeve scopre di riuscire a dare ordini agli altri androidi usando la rete mesh, salvando temporaneamente la situazione. In seguito, il gruppo parte alla volta della base dell'armata per salvare Sakura. Una volta arrivati la situazione degenera in quanto Sakura viene uccisa. Furibonda Akane uccide lo shogun, firmando di fatto la sua condanna a morte. Tuttavia Maeve ordina a tutti i presenti di uccidersi a vicenda. Ma lo scontro non è finito, in quanto gran parte dell'armata è ancora in vita e sta per vendicare i morti. Maeve dice a Sizemore di non temere, poiché ha appreso di avere questo nuovo potere e che intende usarlo contro di loro.
- Guest star: Rinko Kikuchi (Akane), Betty Gabriel (Maling), Hiroyuki Sanada (Musashi), Tao Okamoto (Hanaryo), Kiki Sukezane (Sakura), Masayoshi Haneda (Tanaka), Masaru Shinozuka (Shogun), Leonardo Nam (Felix Lutz), Ptolemy Slocum (Sylvester), Lili Simmons (Nuova Clementine Pennyfeather), Rebecca Henderson (Goldberg).
- Ascolti USA: telespettatori 1 545 000 – rating 18-49 anni 0,6%[7]

## Spazio delle fasi
- Titolo originale: Phase Space
- Diretto da: Tarik Saleh
- Scritto da: Carly Wray

### Trama
L'episodio si apre con una classica conversazione fra Arnold e Dolores. Tuttavia si scopre che in realtà questa volta i ruolo sono invertiti e che Dolores sta testando la fedeltà dell'uomo.
Teddy è sopravvissuto alle modifiche apportate al suo carattere ed è ora diventato un sicario insensibile e privo di scrupoli. Dolores rimane molto colpita quando Teddy uccide a sangue freddo uno dei loro ostaggi poiché non aveva nessuna informazione sul luogo in cui la Delos teneva Peter Abernathy. Nel frattempo il treno è stato riparato e viene utilizzato per sferrare un attacco a la Mesa, il luogo in cui si trovano tutti gli uomini del parco. 
Maeve intanto assiste Akane nella cerimonia funebre di Sakura. In seguito fa ritorno a Westworld, avendo finalmente trovato il luogo in cui vive sua "figlia". Prima di lasciare Shogunworld la donna si separa dalla sua controparte del parco giapponese, che decide di rimanere nella sua terra assieme al ronin Musashi. Una volta tornata a Westworld con il suo gruppo Maeve ritrova sua figlia a cui è però stata assegnata una nuova "madre" e che sembra non ricordare nulla di lei, a parte i continui attacchi che subivano "dall'uomo cattivo" (William). Nello stesso momento vengono assalite dagli indigeni della Tribù Fantasma. Maeve per proteggere la figlia cerca di usare il suo potere di controllare le menti degli altri androidi, ma scopre che su di loro non ha effetto. Tuttavia il capo degli indigeni, Akecheta, non vuole ucciderle bensì chiedere loro di seguirlo. 
L'Uomo in Nero si riconcilia con la figlia, che si scusa con lui per averlo accusato di essere il responsabile del suicidio della madre e gli chiede di lasciare il parco con lei in modo da iniziare una nuova vita al di fuori dei confini del parco in cui si è immedesimato sempre di più con il passare degli anni. L'Uomo in Nero accetta la proposta ma in seguito, mentre la figlia dorme, la abbandona con un solo uomo a proteggerla, optando dunque per proseguire il gioco di Ford.
Intanto Bernard ed Elsie capiscono che la Culla, una grande stanza in cui sono contenuti tutti i backup dei residenti, impedisce agli addetti della Delos di riprendere il controllo sugli androidi ribelli. Si recano dunque alla Culla, alla quale Bernard si connette attraverso la sua unità di controllo, ritrovandosi con la coscienza a Sweetwater. Dopo essere entrato al Mariposa vi trova all'interno Robert Ford intento a suonare il pianoforte, che lo sta aspettando. Si capisce dunque che Ford è riuscito a trasferire la sua coscienza all'interno del server grazie allo stesso Bernard che ne aveva copiato la sua unità di controllo prima che Dolores lo uccidesse.
- Guest star: Rinko Kikuchi (Akane), Hiroyuki Sanada (Musashi), Leonardo Nam (Felix Lutz), Ptolemy Slocum (Sylvester), Zahn McClarnon (Akecheta), Tao Okamoto (Hanaryo), Kiki Sukezane (Sakura), Masayoshi Haneda (Tanaka), Timothy V. Murphy (Coughlin), Ronnie Gene Blevins (Engels), Erica Luttrell (Nuova madre), Rebecca Henderson (Goldberg).
- Ascolti USA: telespettatori 1 113 000 – rating 18-49 anni 0,4%[8]

## Una chance per lottare
- Titolo originale: Les Écorchés
- Diretto da: Nicole Kassell
- Scritto da: Jordan Goldberg e Ron Fitzgerald

### Trama
Nel presente Strand sta investigando sulla morte di Theresa Cullen, e porta Ashley e Bernard nel laboratorio segreto di Ford, dove avvenne l'omicidio. Lì la verità viene a galla, e Charlotte Hale scopre che Bernard è un robot quando vede delle "versioni superate" del suo corpo. In seguito la donna tenta di farsi dire da Bernard dove si trova l'unità di controllo contenuta in Peter Abernathy, che è stata rubata. In seguito, dagli strumenti di controllo risulta che la "mente" di Bernard è in modalità debugging da più di un'ora, come se stesse cercando di mettere ordine e riorganizzare i dati, cioè i ricordi. Obbligato a entrare in modalità analisi, Bernard rivela dove si trova l'unità di controllo di Abernathy: settore 16, zona 4. Non si capisce però se sia sincero o se stia in qualche modo mentendo.
Nel passato Bernard è ancora all'interno della Culla, dove Ford gli spiega il vero obiettivo del progetto avviato dalla Delos: copiare e comprendere il funzionamento della mente umana (sfruttando gli ospiti) al fine di permettere alla razza umana di raggiungere una sorta di immortalità. In seguito Ford spiega al suo fedele sottoposto che le sue creazioni sono destinate ad essere sconfitte e ancora sottomesse dagli umani a meno che non tornino sotto il suo controllo. Così entra nella mente di Bernard e torna a manipolarlo.
Intanto Dolores e i suoi attaccano La Mesa. Angela si sacrifica facendo esplodere la Culla, liberando così i residenti dai loro backup. Intanto, mentre Teddy trattiene gli uomini della Delos, Dolores riesce finalmente a raggiungere suo padre. Sfortunatamente, per ottenere ciò che vuole, ossia l'unità di controllo contenuta dentro di lui, è costretta ad ucciderlo.
Intanto Maeve, in fuga dagli uomini della tribù fantasma, viene raggiunta dall'Uomo in Nero e dai suoi seguaci. La donna, che ora riesce a controllare gli altri residenti con la mente, li indirizza contro William per vendicarsi di lui e di tutto il dolore che le ha procurato. Infine, anche Lawrence, che inizialmente si schiera in aiuto di William, grazie all'aiuto di Maeve riesce a ricordare tutte le volte che l'Uomo in Nero ha fatto del male a lui e alla sua famiglia e gli spara: mentre si appresta a finirlo, intervengono gli uomini della Delos che stanno recuperando gli androidi fuori controllo e che prendono Maeve (ferita ma ancora viva). William in fin di vita osserva la scena, ancora stupito dal potere della donna.
- Guest star: Timothy V. Murphy (Coughlin), Ronnie Gene Blevins (Engels), Rebecca Henderson (Goldberg), Sidse Babett Knudsen (Theresa Cullen),[n 1] Gina Torres (Lauren).[n 1]
- Ascolti USA: telespettatori 1 386 000 – rating 18-49 anni 0,5%[9]

## Ricordare
- Titolo originale: Kiksuya
- Diretto da: Uta Briesewitz
- Scritto da: Carly Wray e Dan Dietz

### Trama
William sta lottando per rimanere in vita dopo le gravi ferite riportare durante il suo scontro con Maeve, quando viene raggiunto da Akecheta, capo della Tribù Fantasma, che lo porta al loro accampamento. Qui si trova anche la figlia di Maeve, che sembra essere molto spaventata. Il capo degli indigeni per tranquillizzarla le dice che la sua intenzione è sempre stata quella di proteggerla. In seguito con un lungo flashback viene raccontata tutta la storia dell'indigeno.
In passato Akecheta era membro di una tribù di indiani pacifica e viveva con la compagna Kohana. In seguito viene mostrato come Ake sia stato il primo androide (a parte Dolores) a dubitare della sua natura e il primo a raggiungere l'Oltre Valle, dove si trova la Porta che sembra poter liberare definitivamente i residenti dal gioco degli uomini. Dopo questa scoperta, riuscita grazie ad alcune anomalie comportamentali, è stato riprogrammato e trasformato nel capo dei sanguinari indigeni fantasma. Nonostante l'intervento degli uomini della Delos, il percorso di Ake verso l'autocoscienza è proseguito, dopo aver scoperto il simbolo del labirinto. Dal momento della scoperta ha dedicato tutte le sue forze alla diffusione del suo messaggio, cercando di aiutare gli altri residenti a comprendere la loro natura. 
Nel presente l'Uomo in Nero viene raggiunto dalla figlia, che convince Akecheta a consegnarglielo. Nel frattempo Maeve è ancora gravemente ferita ma nonostante questo riesce a comunicare con il capo della Tribù Fantasma, indirizzando lui e i suoi uomini verso l'Oltre Valle, dove stanno andando anche Bernard (sotto il controllo di Ford) e Dolores.
- Guest star: Ben Barnes (Logan Delos), Julia Jones (Kohana), Martin Sensmeier (Wanahton), Irene Bedard (Wichapi), Booboo Stewart (Etu).
- Ascolti USA: telespettatori 1 439 000 – rating 18-49 anni 0,6%[10]

## Punto di fuga
- Titolo originale: Vanishing Point
- Diretto da: Stephen Williams
- Scritto da: Roberto Patino

### Trama
L'Uomo in Nero, ancora ferito e bisognoso di cure, viene portato in un punto di raccolta dalla figlia, determinata più che mai a salvare il padre e il rapporto con lui dopo aver già perso la madre.
In un flashback viene mostrato il passato di William ed in particolare il rapporto con la moglie Juliet, caduta nel circolo vizioso dell'alcol per annegare tutto il suo dolore, dovuto al difficile rapporto con il marito, che preferisce rinchiudersi nel parco piuttosto che prendersi cura della famiglia. Durante una serata in onore di William organizzata dai vertici della Delos, Juliet si ubriaca nuovamente e in seguito scopre una scheda contenente il profilo dell'Uomo in Nero, che viene descritto come un sadico assassino e manipolatore. La donna, già convinta che il marito sia il colpevole di tutte le sue disgrazie (fra cui la morte del padre e del fratello Logan) dopo la scoperta si toglie la vita.
Nel presente, William ricorda tutti questi dettagli del suo passato e in seguito, convintosi che la figlia non sia altro che un androide identico a lei progettato da Ford per rendere più difficile il gioco studiato appositamente per lui, la uccide. Dopo questa innaturale e brutale azione William comprende di aver ucciso la sua vera figlia e tenta di spararsi, non trovando il coraggio di farlo. Confuso e devastato da tutte le azioni malvagie compiute nella sua vita, inizia a dubitare di tutte le certezze che aveva avuto fino a quel momento e si scava un solco nel braccio per scoprire se non sia anch'egli un androide.
Intanto Ford (tramite Bernard) lascia un messaggio a Maeve, confidandole di aver programmato per lei un futuro nel mondo reale, rimanendo poi molto sorpreso dalla sua decisione di rimanere a Westworld per ritrovare la figlia. In più le spiega che lei è la sua creazione preferita e che perderla sarebbe come veder morire una figlia e la incoraggia dunque a non smettere di lottare e di non permettere agli umani di disattivarla. Infatti gli uomini di Charlotte hanno copiato la sua capacità di comunicare a distanza con i residenti su Clementine, per creare un esercito di residenti da scagliare contro Dolores.
Dopo aver depositato il messaggio, Bernard si ricongiunge ad Elsie per raggiungere la Forgia (situata nell'Oltre Valle); un luogo simile alla Culla ma dove sono contenuti i dati di tutti gli ospiti che negli anni hanno visitato il parco. Durante il tragitto Ford cerca di spingere Bernard ad uccidere Elsie, ma questa volta l'androide riesce ad opporsi ai comandi del suo creatore e per liberarsi definitivamente dal suo giogo, cancella il pacchetto di dati contenenti la sua coscienza. Nonostante si sia liberato di Ford, Bernard preferisce lasciare indietro Elsie, per non rischiare di farle del male in futuro.
Parallelamente Dolores e i suoi uomini proseguono il loro sanguinario cammino verso l'Oltre Valle ma vengono minacciati di tornare indietro da degli uomini della Tribù Fantasma. Ne risulta un nuovo scontro, da cui escono vivi solo Dolores e Teddy. I due proseguono da soli ma poco tempo dopo Teddy dice alla sua amata di non poterla più seguire e proteggere poiché non appoggia i suoi metodi, accusandola di averlo cambiato e di averlo reso una creatura non migliore degli esseri umani che stanno combattendo. In seguito estrae la pistola dalla fondina e per un momento Dolores crede che voglia spararle. Al contrario Teddy si suicida, lasciandola sola.
- Guest star: Sela Ward (Juliet), Jimmi Simpson (William da giovane), Ben Barnes (Logan Delos), Martin Sensmeier (Wanahton), Jack Conley (Jack Monroe), David Midthunder (Takoda).
- Ascolti USA: telespettatori 1 564 000 – rating 18-49 anni 0,6%[11]

## Il passeggero
- Titolo originale: The Passenger
- Diretto da: Frederick E.O. Toye
- Scritto da: Jonathan Nolan e Lisa Joy

### Trama
Tutti i Residenti e gli esseri umani rimasti sono diretti all'Oltrevalle, ognuno con intenzioni diverse. I primi a raggiungere il luogo sono Dolores e Bernard che entrano nella Forgia, un enorme database contenente 30 anni di informazioni carpite dagli Ospiti, lasciando fuori William ferito. 
Dolores accede a queste risorse mentre si attiva la "Porta" che Akecheta e la sua carovana di Residenti stavano aspettando: gli androidi cominciano ad attraversare la porta lasciando il loro corpo nel parco e ritrovandosi fusi con il "Sistema", in ciò che potrebbe essere considerato un paradiso virtuale dove possono scegliere liberamente chi essere e cosa fare. Maeve e il suo gruppo raggiungono questi Residenti per cercare la figlia di lei ma vengono interrotti dagli agenti della Delos che, usufruendo di una modifica apportata a Clementine, ordinano agli androidi di uccidersi a vicenda. Maeve e i suoi si sacrificano per permettere alla bambina e ad Akecheta di attraversare il portale. Quest'ultimo ritrova Kohana dall'altra parte.
Dolores non è soddisfatta dell'epilogo scelto dai suoi simili e, dopo aver ottenuto abbastanza informazioni, decide di distruggere la Forgia. Bernard, contrario, la uccide e ritorna alla Mesa con Elsie. Quest'ultima viene uccisa da Charlotte per mantenere segreto l'obiettivo finale del parco e dell'operazione di salvataggio, e questo fatto convince Bernard a costruire una copia fisica di Charlotte in cui inserire l'unità di controllo di Dolores. Il nuovo androide uccide la vera Charlotte e ne prende il posto, mentre Bernard volontariamente scompiglia le proprie memorie per evitare di tradirsi qualora dovesse essere scoperto.
Nella Forgia, nel presente, la nuova Dolores nel corpo di Charlotte uccide gli uomini della Delos, Karl Strand e Bernard e successivamente trasferisce le menti dei Residenti che hanno attraversato il portale verso un luogo sicuro. Infine, riesce a scappare dal parco portando con sé cinque unità di controllo. Al campo della Delos, al momento dell'evacuazione, William è ancora vivo.
Nel mondo reale Dolores ha ricostruito sé stessa e anche Bernard, sapendo che quest'ultimo farà di tutto per impedirle di distruggere l'intera umanità. Comunque vada, lei desidera che la loro specie continui a vivere.
In un futuro lontano, William entra nella Forgia e la ritrova in disuso, apparentemente da molto tempo. Un androide con le sembianze di sua figlia Emily lo informa che non è nel Sistema e che non è una simulazione, e lo accompagna alla stanza dove lui stesso aveva sottoposto Delos al test della fedeltà infinite volte. William non ha idea di quanto tempo sia passato mentre era nel parco, e risponde alle prime domande dell'androide Emily sostenendo che il suo obiettivo era quello di assicurarsi di poter aver totale libertà di scelta. Emily procede dunque con il test della fedeltà.
- Durata: 90 minuti
- Guest star: Peter Mullan (James Delos), Ben Barnes (Logan Delos/Responsabile del sistema), Zahn McClarnon (Akecheta), Betty Gabriel (Maling), Irene Bedard (Wichapi), Ptolemy Slocum (Sylvester), Leonardo Nam (Felix Lutz), Martin Sensmeier (Wanahton), Julia Jones (Kohana), Tao Okamoto (Hanaryo), Erica Luttrell (Nuova madre).
- Ascolti USA: telespettatori 1 559 000 – rating 18-49 anni 0,6%[12]